# کاپوکوتا
کاپوکوتا (به ایتالیایی: Capocotta) در واقع یک پلاژ برهنگی پارک ساحلی رم در جنوب شرقی پایتخت ایتالیا است. کاپوکوتا در واقعی اراضی شخص ویتوریو امانوئل سوم بوده که پس الغای سلطنت در سال ۱۹۴۶ ملی شده و از سال ۱۹۸۵ در اختیار جنبش‌های محیط زیستی و طبیعت‌دوست قرار گرفته‌است. محیط زیست استان لاتزیو ایتالیا نسبت مسائل محیط زیستی به خصوص فرسایش خاک در کاپوکوتا حساس هست و از سال ۲۰۰۸ مبلغی را برای مقابله با آن اختصاص داده است . کاپوکوتا یکی از سواحل مورد توجه همجنسگرایان ایتالیایی هست . 

## نگارخانه

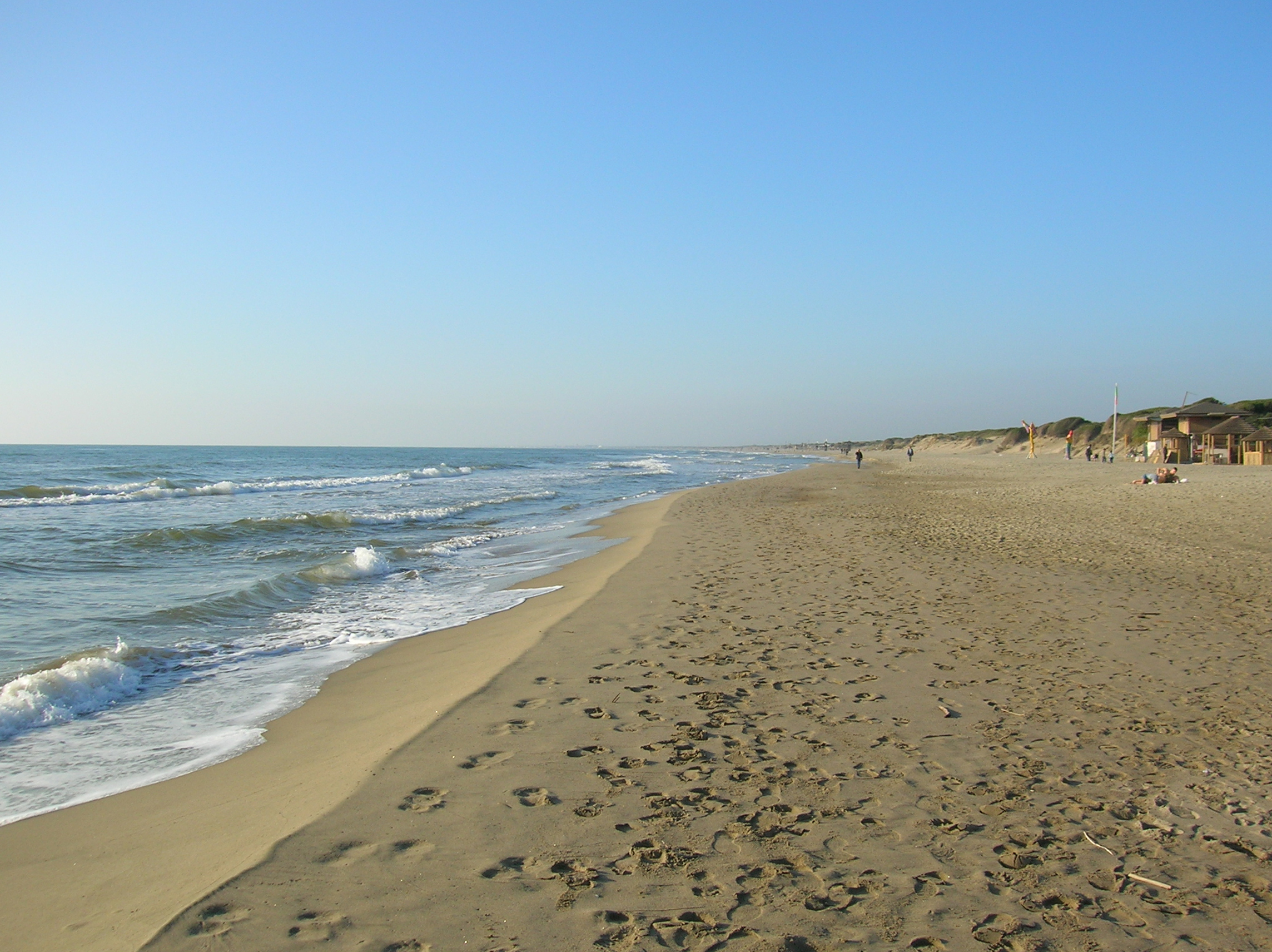
La spiaggia in autunno
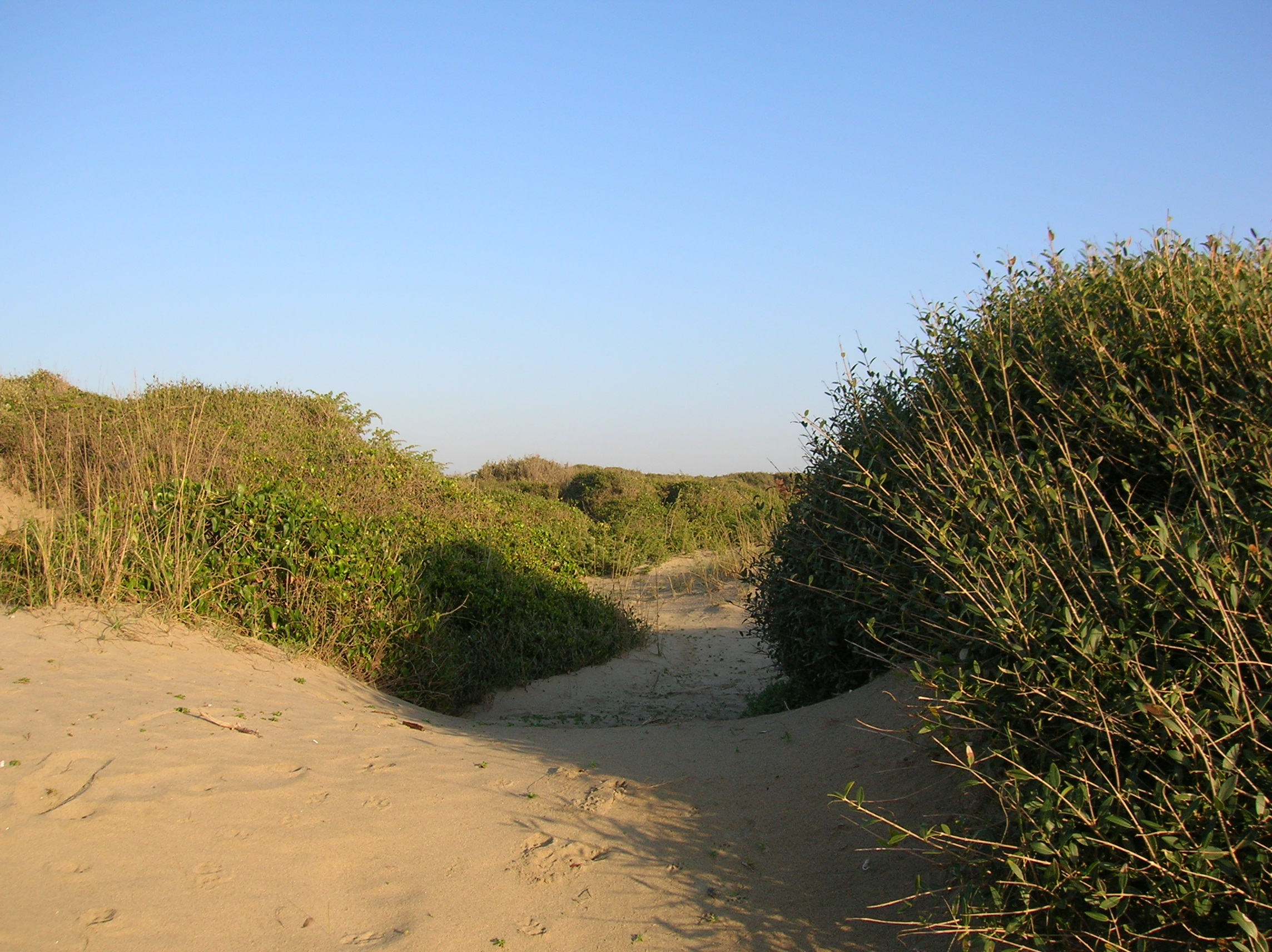
Le dune costiere, tra le meglio conservate d'Italia, sono costantemente minacciate dalle mareggiate e dall'antropizzazione della costa
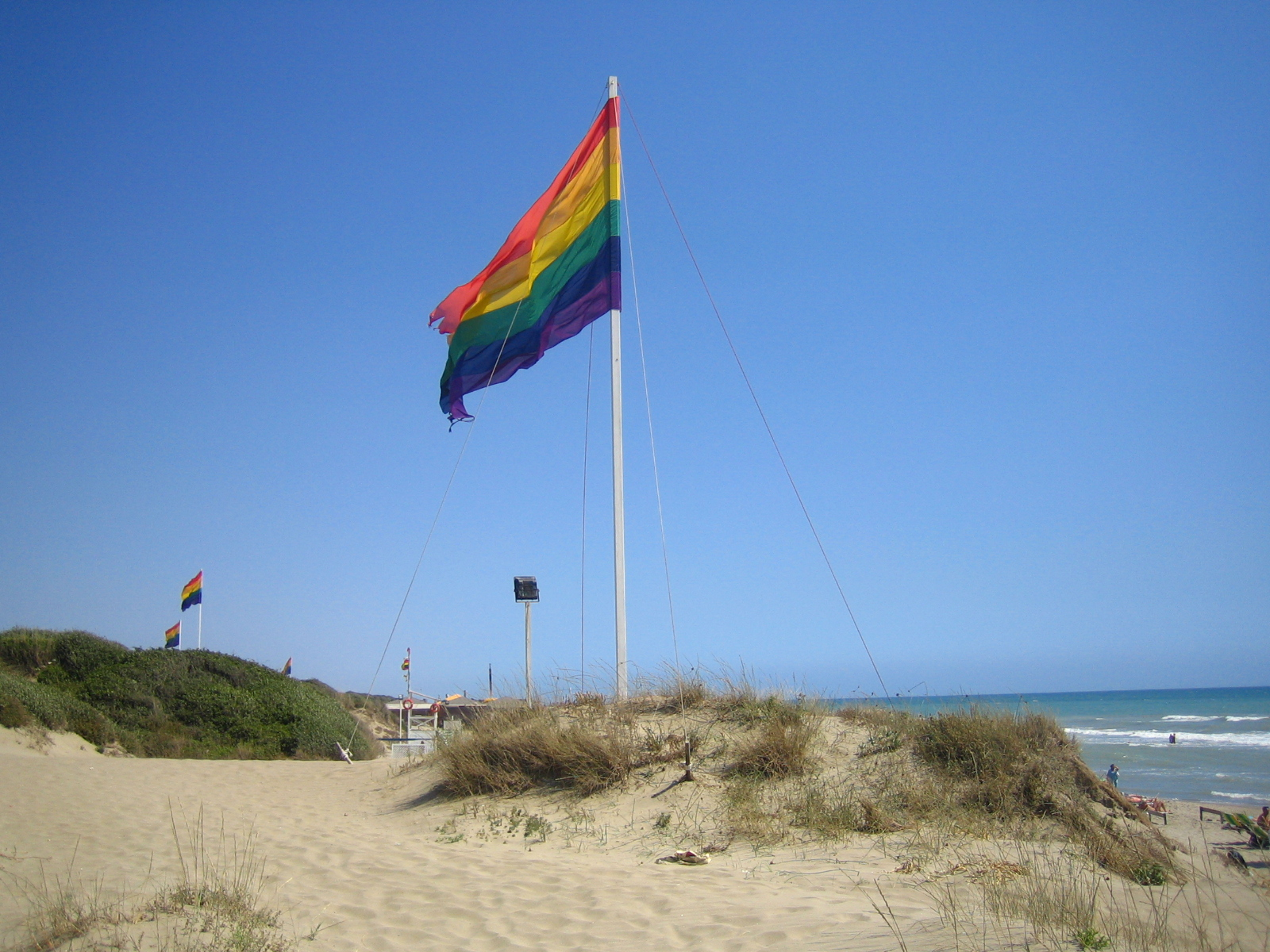
La spiaggia di Capocotta è un punto di riferimento turistico LGBT
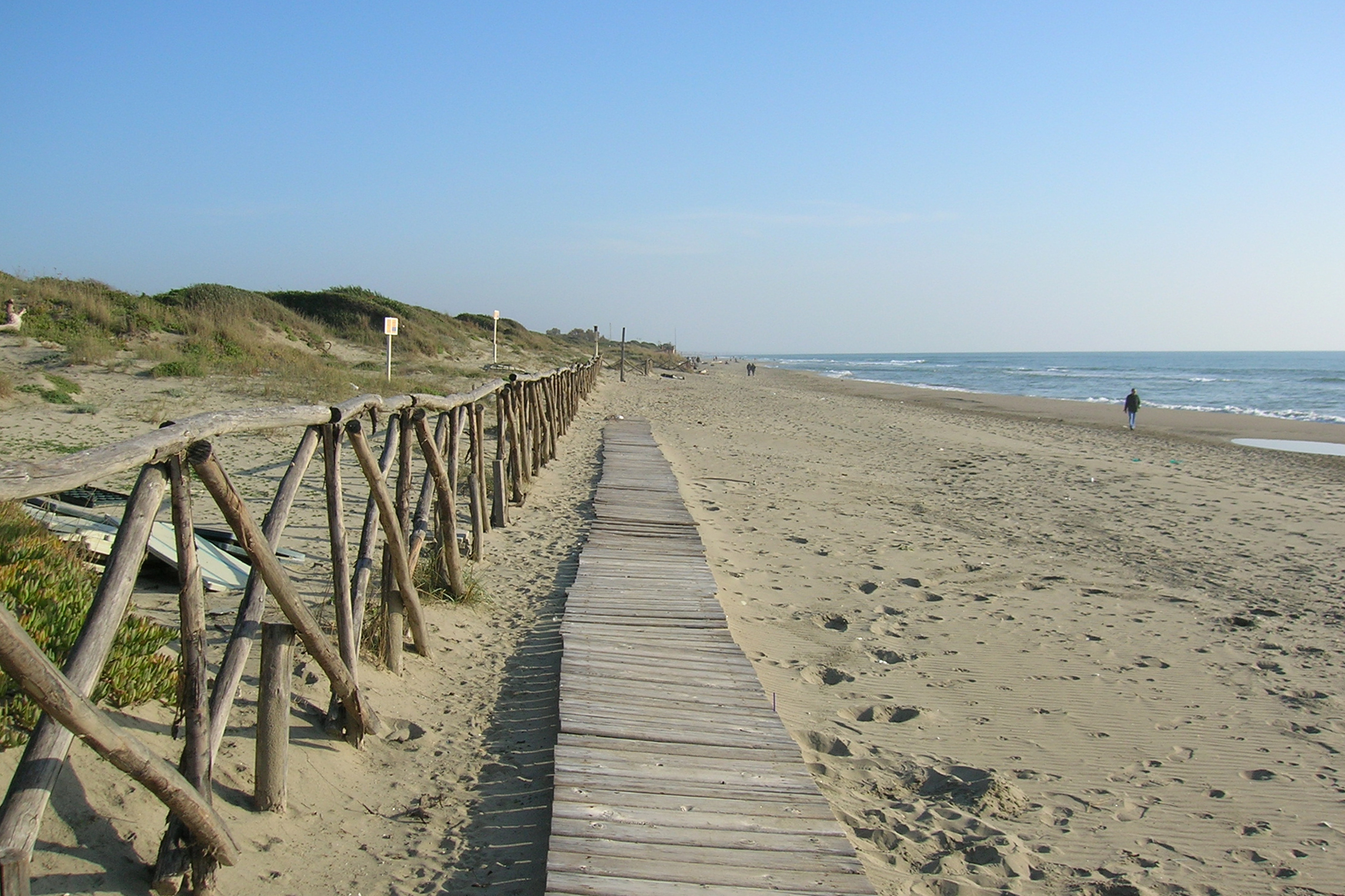
Una passerella di legno sulla spiaggia costeggia le dune